# Хемолюмінесценція

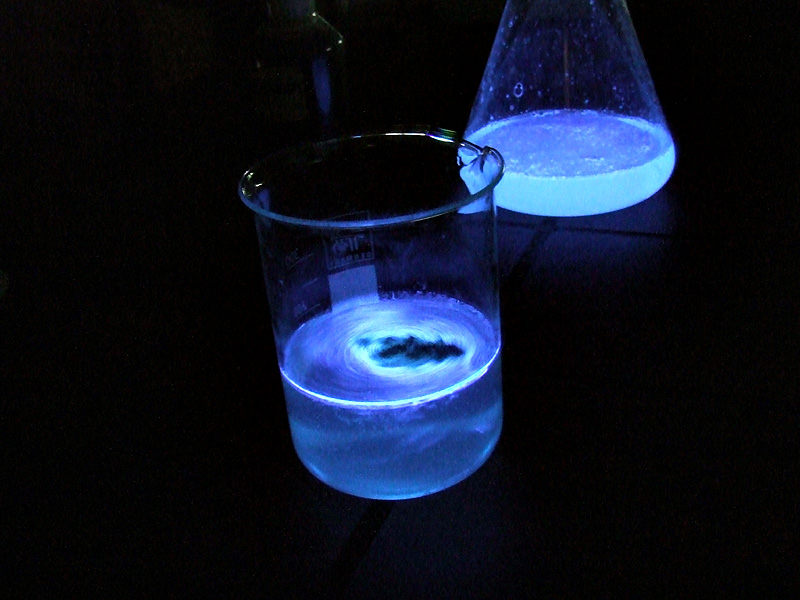
Хелюмінесценція люмінолу з гемоглобіном

Хемолюмінесценція — люмінесценція (світіння) тіл, викликана хімічною реакцією (наприклад, світіння фосфору при повільному окисненні).

## Загальний опис
Відбувається тоді, коли продукти хімічної реакції утворюються в збудженому стані, який надалі релаксує із випромінюванням квантів світла. Хемолюмінесценція пов'язана з екзотермічними хімічними процесами. Хемолюмінесценція, що протікає в живих організмах (світіння комах, черв'яків, риб), називається біолюмінесценція і пов'язана з окисними процесами.
Фізична сутність хемолюмінесценції полягає в емісії квантів світла молекулами, які збуджуються енергією, яка вивільнюється в результаті екзотермічних хімічних реакцій. Випромінюючими частинками можуть бути продукти реакції чи хімічні частинки, які отримали енергію від збуджених продуктів реакції. Збудження відбувається на електронному, коливальному або обертальному рівнях.

## Відкриття
Першим відкривачем хемолюмінесценції вважають першовідкривача фосфору (1669), гамбургського алхіміка Генніґа Брандта. Припускаючи, що в сечі міститься золото, він випарував тисячі літрів сечі і залишок відновив вуглецем. Отриманий таким чином вперше фосфор при повільному окисненні світився.

## Використання

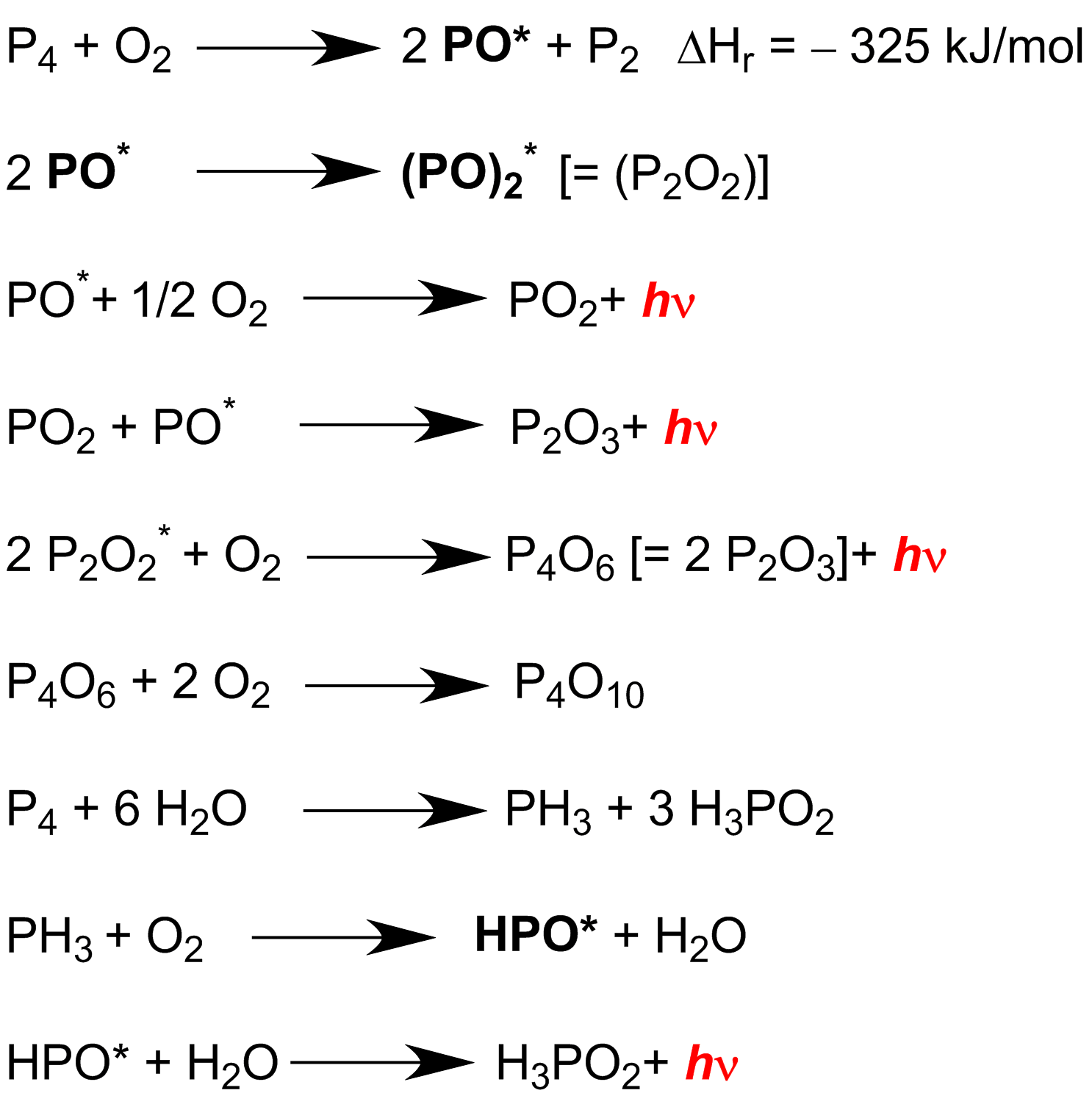
Реакція білого фосфору з киснем або водою

Явище використовують як хімічне джерело світла, наприклад як маркер для поплавка. Являє собою пластиковий корпус зі скляною ампулою всередині. Коли капсула руйнується — компоненти змішуються і розчин що вийшов всередину світиться протягом декількох годин, роблячи поплавок добре видимим в темряві.
Найвідомішим є також використання хемолюмінесценції в криміналістиці для виявлення слідів крові. Для цього використовують хемолюмінесцентне окиснення люмінолу пероксидом водню в присутності слідів іонів заліза чи марганцію. Гемоглобін крові містить Fe2+ — іони. Окиснена молекула люмінолу служить при цьому також як сенсибілізатор.

## Різновиди
- Хемолюмінесценція мінералів — явище свічення мінералів, що виникає внаслідок звільнення енергії при хімічній реакції, наприклад, при окисненні фосфору.
- Хемолюмінесценція сенсибілізована — емісія квантів світла молекулами, які збуджуються енергією, яка вивільнюється в результаті переходу енергії від інших молекул, які попередньо перейшли у збуджений стан в хімічній реакції.
- Сенсибілізована хемолюмінесценція — емісія світла молекулярними частинками, збудженими внаслідок переходу енергії від інших частинок, які попередньо перейшли в збуджений стан у хімічній реакції.